# Liste der denkmalgeschützten Objekte in Wels-Puchberg
Die Liste der denkmalgeschützten Objekte in Wels-Puchberg enthält die denkmalgeschützten, unbeweglichen Objekte der Katastralgemeinde Puchberg in der oberösterreichischen Stadt Wels.

## Denkmäler
| Foto |                 | Denkmal | Standort                         | Beschreibung | Metadaten |
| ---- | --------------- | --- | -------------------------------- | --- | --- |
| ja   | Datei hochladen | Schloss Puchberg, Kath. Bildungshaus HERIS-ID: 52494 Objekt-ID: 59397                                            | Puchberg 1 Standort KG: Puchberg | Das Renaissanceschloss wurde Ende des 16. Jahrhunderts erbaut. Nach mehrmaligem Wechsel der Besitzer gelangte es 1877 in das Eigentum von Alfred Ritter von Jurnitschek. Zwischen 1880 und 1885 ließ er das Schloss in großem Stil umgestalten. Die Bekanntesten Künstler dieser Zeit, unter anderen auch August Eisenmenger, wurden mit den anfallenden Arbeiten beauftragt. So wurde aus Puchberg ein geschlossenes Zeugnis des Historismus.       | BDA-Hist.: Q861427 Status: § 2a Stand der BDA-Liste: 2025-06-30 Name: Schloss Puchberg, Kath. Bildungshaus GstNr.: .112, 681/1 Bildungshaus Schloss Puchberg             |
| ja   | Datei hochladen | Ehem. Meierhof von Schloss Puchberg samt Gasometerbau und 5 Sandsteinskulpturen HERIS-ID: 44227 Objekt-ID: 44979 | Puchberg 2 Standort KG: Puchberg | Als das Schloss Puchberg in den Besitz von Alfred Ritter von Jurnitschek kam, ließ dieser auch den dazugehörenden Meierhof umgestalten. So wurde unter anderem eine Kohlevergasungsanlage mit Gasometer errichtet. Zuerst wurde das Gas direkt für die Beleuchtung mit Gaslampen verwendet. Später wurde ein gasbetriebener Motor mit einem Generator installiert und das Schloss hatte somit schon am Ende des 19. Jahrhunderts elektrisches Licht. | BDA-Hist.: Q38007607 Status: Bescheid Stand der BDA-Liste: 2025-06-30 Name: Ehem. Meierhof von Schloss Puchberg samt Gasometerbau und 5 Sandsteinskulpturen GstNr.: .110 |